# Captif en mer
Pour plus de détails, voir Fiche technique et Distribution.
Captif en mer (Kidnapped) est un film américain en noir et blanc, réalisé par William Beaudine et sorti en 1948.
Il s'agit de la troisième adaptation du roman Enlevé ! de Robert Louis Stevenson (1886), les précédentes datant de 1917 (Kidnapped (en)) et 1938 (Le Proscrit).

## Synopsis
En écosse en 1751, David Balfour, un garçon de noble extraction dont le père vient de mourir, est envoyé chez son oncle, Ebenezer, avec une lettre désignant David comme unique héritier. Ebenezer, vil et avare, s'arrange avec un capitaine de navire pour faire enlever son neveu et le vendre comme esclave dans un pays lointain. David se retrouve sur le bateau avec un autre prisonnier, Alan Breck. Le bateau est bientôt pris dans une tempête...

## Fiche technique
- Titre français : Captif en mer
- Titre original : Kidnapped
- Réalisation : William Beaudine
- Scénario : Scott Darling, d'après Enlevé !, roman de Robert Louis Stevenson (1886)
- Producteur : Lindsley Parsons, Roddy McDowall
- Société de production : Lindsley Parsons Picture Corporation
- Société de distribution : Monogram Pictures
- Photographie : William A. Sickner
- Montage : Ace Herman
- Musique : Edward J. Kay, Dave Torbett
- Pays d'origine : États-Unis
- Langue : anglais
- Format : Noir et blanc - Son : Mono (Western Electric Recording)
- Genre : Aventures, Drame
- Durée : 81 min
- Dates de sortie : 
  -  États-Unis : 28 novembre 1948
  -  France : 10 février 1954

## Distribution
- Roddy McDowall : David Balfour
- Sue England : Aileen Fairlie
- Dan O'Herlihy : Alan Breck
- Roland Winters : capitaine Hoseason
- Jeff Corey : Shuan
- Houseley Stevenson : Ebenezer
- Erskine Sanford : Rankeillor
- Alex Frazer : Hugh Fairlie
- Winifriede McDowall : la femme de l'aubergiste
- Robert J. Anderson : Ransome
- Janet Murdoch : Janet Clouston
- Olaf Hytten : The Red Fox (le Renard rouge)
- Erville Alderson : Mungo
- Mary Gordon : femme écossaise
- Hugh O'Brian : un marin
- Eric Wilton : le secrétaire de Rankeillor
- Jimmie Dodd : marin écossais

## Source
- Captif en mer sur EncycloCiné